# Хризостом I (архиепископ Афинский)
Архиепи́скоп Хризосто́м I (в миру Хрисо́стомос Пападо́пулос, греч. Χρυσόστομος Παπαδόπουλος; 1 [13] июля 1868, Мадитос, Восточная Фракия — 28 октября 1938, Афины) — епископ Элладской православной церкви, архиепископ Афинский и всей Эллады (1923—1938).

## Биография
Архиепископ Хризостом родился 1 июля 1868 года в Мадитосе, Восточная Фракия. Он начал свою священническую карьеру с учёбы в Великой школе нации и Иоакимовской семинарии (1884—1887). Затем он продолжил свое обучение в Школе святого Креста в Иерусалиме (1887—1888), Евангелической школе Смирны (1888—1889), на богословском факультете Афинского университета (1889—1891). Под покровительством королевы Ольги в учился в Киевской (1891—1893) и Санкт-Петербургской (1893—1895) духовных академиях.
Был профессором иерусалимской Богословской школы Святого Креста (1895), после того как защитил диссертацию о писаниях святого Иоанна Златоуста, отказавшись от должности в Санкт-Петербургской духовной академии. Через четыре года и в течение десяти лет он был директором школы, пока она не была расформирована. Был настоятелем Благовещенской церкви в Александрии, Египет, и директором Ризарийской духовной школы в Афинах (1911). Благодаря своей выдающейся писательской работе в Александрии он был удостоен звания почётного доктора Афинской богословской школы. Кроме того, он был избран профессором церковной истории на богословском факультете Афинского университета (1914—1923) вместо Анастасиоса Диомидиса Кириакоса и занимал должность его декана в 1915—1916 учебном году.
В 1900 году он был рукоположён в сан диакона, а вскоре после этого — в сан священника.
В 1917 году принял присягу у правительства Элефтериоса Венизелоса, когда архиепископ Феоклит отказался это делать. После того как последний был свергнут, встал вопрос о замещении должности главы Афинской митрополии. С июня 1917 года начали распространяться слухи о наиболее вероятных кандидатах, среди которых был и Хризостом (Пападопулос). Среди членов Синода, назначенного правительством Венизелоса, Пападопулос был выдвинут в качестве одного из трёх кандидатов. В конце концов Мелетий (Метаксакис) был выбран правительством.
23 февраля 1923 года он был избран архиепископом Афинским, на этом посту он оставался до своей смерти. В 1926 году он был назначен членом недавно созданной Афинской академии.
При архиепископе Хризостоме I было изменён церковный календарь с юлианского («старого») на григорианский («новый»). Прежде чем быть избранным архиепископом, он выступал за полное изменение, включая изменение в исчислении Пасхи. Позже, с его восшествием на архиепископский престол, он выступил за изменение календаря «таким образом, [чтобы] даты церковного календаря [соответствовали] политическим, без изменения Пасхалии и праздников Православной Церкви» (κατά τοιούτον τρόπον [ώστε] αι ημερομηνίαι του εκκλησιαστικού ημερολογίου [να] συνταυτισθώσι προς τας του πολιτικού, χωρίς να μεταβληθή το της Ορθοδόξου Εκκλησίας Πασχάλιον και εορτολόγιον).
В 1928 году во времена архиепископа Хризостома Священный синод Элладской православной церкви и патриарший Синод Константинопольского патриархата одобрили распространение административных прав Греческой церкви на «новые страны» («Νέες Χώρες»), то есть территории, присоединённые к греческому государству после Балканских войн 1912—1913 годов.
В 1930 году благодаря действиям архиепископа Хризостома монастырь Святой Троицы на Эгине, основанный святителем Нектарием (Кефаласом), был юридически признан. Нектарий просил об этом ещё архиепископа Феоклита, предшественника архиепископа Хризостома, но Феоклит отказался.
Умер 22 октября 1938 года в Афинах после тяжёлой болезни.

## Труды
Он написал около 500 богословских трудов, главным образом для Церквей Восточной Европы. Он опубликовал свою первую работу о своем родном Мадитосе, когда был студентом в Афинах в 1890 году, а когда он был в России, он был корреспондентом константинопольской газеты, чем он обеспечил себе необходимые средства на учебу. Во время своего пребывания в Иерусалиме он опубликовал церковные и исторические исследования в журнале «Νέα Σιών» (Новый Сион), который он сам издавал. Его основными трудами были монографии архиепископа Александрийского Дионисия Великого, святого Кирилла Александрийского и история Александрийской церкви, монография о Крестовоздвиженском монастыре и его школе, «Иерусалимская церковь за последние четыре столетия», «История Иерусалимской церкви». Он писал диссертации о различных восточноевропейских церквей и о различных богословских трудах авторов из других стран.
После избрания архиепископом он основал журналы «Θεολογία» (Богословие) и «Εκκλησία» (Церковь). Он также писал о литературе, написав исследование по пьесе норвежского поэта Бьёрнсона «Деревенский священник», а также двухтомный труд об Апостолосе Макракисе, Аполлинарии, Феодоре Студите и многих других. Многие его работы были переведены на английский, румынский, сербский и шведский языки.
Он выступал с речами и докладами в Афинской академии, религиозных объединениях и общественных объединениях, а также писал статьи в газеты. Помимо родного греческого, он говорил на русском, немецком, французском и английском языках.